# Heliotropium hereroense
Heliotropium hereroense là loài thực vật có hoa trong họ Mồ hôi. Loài này được Schinz mô tả khoa học đầu tiên.